# Spyros Maragkos
Spyridōn Maragkos, detto Spyros (in greco Σπυρίδων "Σπύρος" Μαραγκός?; Leucade, 20 febbraio 1967), è un ex calciatore greco, di ruolo centrocampista.

## Palmarès

### Club

#### Competizioni nazionali
- Campionato greco: 4

Panathinaikos: 1989-1990, 1990-1991, 1994-1995, 1995-1996
- Coppa di Grecia: 4

Panathinaikos: 1990-1991, 1992-1993, 1993-1994, 1994-1995
- Supercoppa di Grecia: 2

Panathinaikos: 1993, 1994
- Campionato cipriota: 1

APOEL: 2001-2002